# Scopula ibericata
Scopula ibericata är en fjärilsart som beskrevs av Hans Reisser 1935. Scopula ibericata ingår i släktet Scopula och familjen mätare. Inga underarter finns listade.